# Ocotea jelskii
Ocotea jelskii är en lagerväxtart som beskrevs av Carl Christian Mez. Ocotea jelskii ingår i släktet Ocotea och familjen lagerväxter. Inga underarter finns listade i Catalogue of Life.